# (363) Падуя
(363) Падуя — астероид главного пояса. Он был открыт 17 марта 1893 года французским астрономом Огюстом Шарлуа в обсерватории Ниццы и назван в честь города Падуя, расположенного недалеко от Венеции.